# 桑株河
桑株河是中华人民共和国新疆维吾尔自治区的一条河流，位于塔里木盆地，该河全长45千米，集水面积约935平方千米，年均径流量约为2.54亿立方米。根据桑株水文站测定，该河夏季富水期径流量占全年的74.9%，冬季枯水期径流量占全年的2.8%。